# 吃到飽餐廳
吃到飽餐廳、任食餐廳或包餐，是一種以固定價格供應一餐無限量食物的餐廳，通常以自助餐形式居多，另有火鍋、涮涮鍋、燒烤或火烤兩吃（火鍋、燒烤二合一）等等多種形式的「吃到飽」，或提供許多高檔食材的吃到飽。

## 印度餐廳
吃到飽自助餐在印度餐廳相當盛行，其歷史源自16世記初錫克教創立的慈善廚房（Langar）。

## 西式餐廳
西方的無限量自助餐由拉斯維加斯的娛樂經理Herb McDonald於1946年提出。
在美國，許多速食店和餐廳的無酒精飲料可免費續杯。無限暢飲在英語中稱為「all-you-can-drink」或「bottomless」。

## 台灣餐廳
吃到飽於臺灣自1990年起開始風行，常可見於高檔旅館，但也有平民價的吃到飽火鍋店或餐廳。台灣流行語：「台灣有三寶：健保、勞保、199吃到飽」是形容在台灣的吃到飽餐廳。

## 日本餐廳
在日本，吃到飽餐廳通常以點餐而非自助餐的方式供應。另外也有甜點或飲料無限供應。
在歐洲，吃到飽日本料理主要由中國浙江省溫州市和附近縣市的移民經營，在中文中被稱為“包餐”。這類飯店多為家庭經營。

## 韓國餐廳
在韓國，飯饌（小菜）多採無限量供應，這也造成韓國有大量的食物浪費。

## 其它餐廳
巴西烤肉和火鍋也常有吃到飽形式。

## 「吃到飽」一詞的其他使用
「吃到飽」一詞也常比喻其它無限量供應事物的方式，如電信業者常見的「上網吃到飽」資費方案，意旨沒有任何網路流量的限制，不另收取流量費用的資費方案。